# Processus uncinatus ossis ethmoidalis

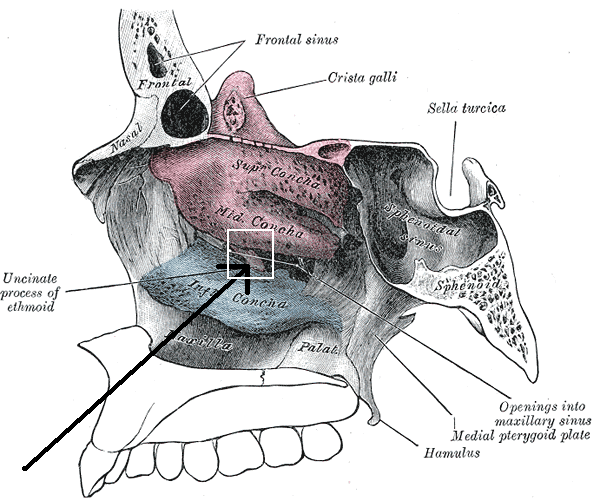
Az orrüreg belseje (a fekete nyíl és a fehér négyzet jelöli az alig látható apró nyúlványt)

A processus uncinatus ossis ethmoidalis egy nyúlvány az ember koponyáján (cranium). A rostacsonton (os ethmoidale) található. Az arcüreg falának egy részét alkotja. Lefelé és kifelé futva a labyrinthus ethmoidalis egy részhez tartozik. Az concha nasalis inferior nyúlványával ízesül.